# Дело Румянцева
«Дело Румянцева» — советский полнометражный цветной художественный фильм, поставленный на Киностудии «Ленфильм» в 1955 году режиссёром Иосифом Хейфицем. Является одним из первых советских фильмов детективного жанра. Удостоен «Премии борьбы за нового человека» Международного кинофестиваля в Карловых Варах 1956 года.
Фильм снимали в Ленинграде. Премьера фильма в СССР состоялась 8 марта 1956 года.

## Сюжет
Однажды тёплым весенним днём шофёр автобазы Саша Румянцев решил подбросить девушку Клавдию Науменко, у которой сломался велосипед. Но далее,  —  на автодорогу выходит девочка, и Саша, спасая её, попадает в аварию. Саша при этом серьёзно не пострадал, а Клавдию отвезли в больницу.
Чувствуя свою вину, Саша каждый день навещает Клавдию. Позже у них начинаются романтические отношения.
Проходит время. Начальник отдела эксплуатации Корольков, замешанный в связях с расхитителями, решает отправить Румянцева отвезти груз. На складе он получает от сообщника Королькова Пруса груз, накладные и пакет с документацией для Королькова. Далее он отправляется на склад Текстильторга, где его ждёт «агент», на деле главарь шайки расхитителей по прозвищу Шмыгло. Тот говорит Румянцеву, что склад находится в другом месте, и тайком прокалывает колесо шилом, чтобы машина не доехала до склада. Позже Саша обнаруживает, что колесо спущено. По дороге ему попадается друг, шофёр Миша Снегирёв. Саша просит его прислать ему помощь, однако тот отказывается, так как его ждёт супруга. Тогда Шмыгло, якобы, обязуется сам забрать груз и вызвать аварийную машину.
Клавдия, тем временем, выписывается из больницы и готовится встречать своего любимого. Но вечером он не является. Сашу арестовывает ОБХСС. Выясняется, что им воспользовались расхитители: накладные были поддельные, а в пакете для Королькова была крупная сумма денег. Саша пытается доказать свою невиновность, но допрашивающий его капитан ему не верит. На допрос вызывают Королькова, который отказывается заступаться за своего шофёра; Саша догадывается, что Корольков замешан в этой махинации. Позже Корольков и Шмыгло решают написать Румянцеву записку от преступников.
К счастью, в дело вмешивается полковник милиции, начальник ОБХСС С. И. Афанасьев. После некоторых допросов Румянцева и разговора с шофёрами, которые пришли заступиться за своего товарища, Афанасьев понимает, что Румянцев невиновен, и догадывается, кто за этим всем стоит. Ночью он наносит Шмыгло визит. Когда-то в молодости Афанасьев арестовывал Шмыгло за аферу. Полковник милиции устраивает в квартире преступника обыск. Совершенно случайно в его куртке он обнаруживает, что один из карманов дырявый. Шмыгло, который всё это время был обеспокоен тем, что потерял шило (он искал его ещё во время встречи с Румянцевым), думает, что оно находится за подкладкой куртки. Аферист признаётся в преступлении и сдаёт Королькова и Пруса. Однако после обыска Шмыгло узнаёт, что никакого шила в куртке не было: Афанасьев просто блефовал. Преступник пытается сбежать, однако его тут же задерживают. Позже задерживают и Королькова, который тут же решает помочь следствию поймать последнего члена шайки — Пруса.
Румянцева отпускают из-под стражи. Он сразу замечает недоверие к себе в родном коллективе, а также видит приказ о его увольнении. Саша ссорится с Мишей Снегирёвым, который отказался явиться в милицию в качестве свидетеля и заступиться за товарища. Однако, спустя некоторое время, Миша всё-таки приходит в отделение. Он не отрицает факт того, что Румянцев обращался за помощью, но тут же заявил, что он «ни при чём». Афанасьев грубо отчитывает Снегирёва за предательство своего товарища; а в своём коллективе он попадает в опалу.
Наконец-то Саша встречается с Клавдией, которая в ужасе от того, что случилось. Поняв это, Саша решает вернуть к себе доверие и обязуется найти тех, кто его подставил. 
На складе, где он принимал груз, он находит Пруса, хочет его наказать, однако на помощь бандиту приходят его сообщники. Завязывается драка. В этот момент появляются сотрудники милиции во главе с Афанасьевым, арестовывают Пруса и спасают Саше жизнь.
Завершается фильм тем, что Саша Румянцев, от которого ведётся повествование, по-прежнему шофёр, уже осенью возвращающийся с очередного рейса к своей любимой жене.

## В ролях
- Алексей Баталов — Александр (Саша) Румянцев, муж Клавдии, шофёр-дальнобойщик
- Нинель Подгорная — Клавдия (Клава) Румянцева (Науменко), жена Саши, студентка
- Сергей Лукьянов — Сергей Иванович Афанасьев, полковник милиции, начальник ОБХСС
- Геннадий Юхтин — Павел (Паша) Евдокимов, шофёр, лучший друг Саши
- Евгений Леонов — Михаил (Миша) Снегирёв, муж Нонны, шофёр
- Владимир Лепко — Василий Лемехов, старший товарищ Саши, шофёр
- Аркадий Трусов — Яков Егорович, старший товарищ Саши, шофёр
- Иван Селянин — Василий Степанович, старший товарищ Саши, шофёр
- Николай Крючков — Корольков, начальник отдела эксплуатации
- Виктор Чекмарёв —  Шмыгло / Запрудный / Прибытков / Дальский / Попов, рецидивист, главарь шайки расхитителей
- Людмила Голубева — Люба, подруга Клавдии, студентка
- Алевтина Румянцева — Тася, подруга Клавдии, студентка
- Виктор Коваль — Саша, детдомовец, усыновлённый Пашей
- Инна Макарова — Нонна Снегирёва, жена Миши
- Вера Кузнецова — тётя Таня, соседка Румянцева
- Евгения Лосакевич — Зоя Павловна, тётя Клавдии
- Пётр Лобанов — Самохин, капитан милиции, инспектор ОБХСС
- Антс Эскола — Прус / Сенька Хорёк, заведующий детским магазином, расхититель

## Съёмочная группа
- Сценарий — Юрия Германа, Иосифа Хейфица
- Постановка — Иосифа Хейфица
- Режиссёр — Семён Деревянский
- Ассистенты режиссёра — Екатерина Сердечкова, Анна Тубеншляк
- Главные операторы — Моисей Магид, Лев Сокольский
- Композитор — Венедикт Пушков
- Директор картины — Михаил Генденштейн

## Оценки фильма
Кинокритик Всеволод Ревич называл «Дело Румянцева» «Делом №1» советского уголовного детектива. Он отмечал художественную глубину фильма и утверждал, что в нём заложена «возможность и методика создания действительно глубоких образов, действительно жизненных, действительно поучительных картин». Лев Шейнин в журнале «Огонёк» отмечал:

В «Деле Румянцева» авторам фильма удалось поставить важные проблемы: борьба с хищениями социалистической собственности, дружба, вера в человека, забота о его судьбе. История о том, как шофер, хороший и чистый человек, едва не становится жертвой оговора матерых преступников, решивших свалить на него ответственность за хищения, которые они сами совершили, рассказана волнующе и правдиво.

Эта картина, кроме того, говорит о необходимости чуткого и внимательного подхода со стороны следователя к каждому делу, которое ему поручено, о том, как опасны равнодушие к человеку, огульное недоверие к подследственному, могущие незаметно привести к роковой ошибке. Вот почему так тепло встречает зритель образ полковника милиции, умного и проницательного человека, сумевшего распутать роковой узел, хитро затянутый преступниками на шее ни в чем не повинного человека.— Л. Шейнин. Нужный жанр. [О приключенческих кинофильмах]. Огонёк, 1956, № 36, с. 22—23.